# الغرفة (بني امحمد سجلماسة)
الغرفة هي إحدى مشيخات المملكة المغربية، تتبع جغرافيا لإقليم الرشيدية وإداريًا لبني امحمد سجلماسة. يقدر عدد سكانها بـ 3026 نسمة حسب الإحصاء الرسمي للسكان والسكنى لسنة 2004.